# Michał Wacławik
Michał Wacławik (ur. 24 kwietnia 1953 w Limanowej, zm. 16 stycznia 2024) – polski lekkoatleta specjalizujący się w rzucie oszczepem. 
Dwukrotny Mistrz Polski, reprezentant kraju w meczach międzypaństwowych. Podczas swojej kariery reprezentował barwy Limanovii (1971-1974), AZS AWF Warszawa (1975-[1977), AZS AWF Kraków (1978) oraz ponownie od 1979 roku Limanovii. Rekord życiowy: 86,26 (15.08.1981, Zagrzeb).
W latach 1974–1978 studiował w Akademii Wychowania Fizycznego w Warszawie, studia ukończył po przeniesieniu się na Akademię Wychowania Fizycznego w Krakowie. Od 1978 pracował jako nauczyciel wychowania fizycznego w Szkole Podstawowej nr 1 w Limanowej (do 1987), potem w Zespole Szkół Mechaniczno-Elektrycznych tamże (później pod nazwą Zespół Szkół Technicznych i Ogólnokształcących). W 2005 przeszedł na emeryturę.